# باغ علی نقی خان
باغ علی نقی خان مربوط به دوره قاجار است و در تفت، محله سلطان‌آباد واقع شده و این اثر در تاریخ ۱۱ مرداد ۱۳۸۴ با شمارهٔ ثبت ۱۲۳۴۴ به‌عنوان یکی از آثار ملی ایران به ثبت رسیده‌است. این مجموعه شامل سه خانه‌باغِ افضلی، علی‌نقی‌خان و آستان قدس است.